# Bundesautobahn 831
Pour les articles homonymes, voir A831 et Autoroute A831.
La Bundesautobahn 831 est une Bundesautobahn dans le Land de Bade-Wurtemberg.

## Géographie
L'A 831 est une autoroute dans la région de Stuttgart. Elle commence vers le sud juste avant la sortie de Stuttgart-Vaihingen et constitue le prolongement direct de la Bundesstraße 14 à quatre voies. À l'échangeur de Stuttgart, elle se confond désormais avec la Bundesautobahn 81. Avec une longueur de seulement 2,3 km, l'A 831 est l'autoroute la plus courte d'Allemagne.